# Война племён
«Война Племён» (сокращённо «ВП») — многопользовательская браузерная игра об эпохе средневековья, разработанная компанией InnoGames.
Каждый игрок является владельцем маленькой деревни, за силу и славу которой ему предстоит бороться.

## Игровой процесс
«Война Племён» изображает Раннее Средневековье. В России существует 50 миров (на 8 ноября 2017 года). Каждый игрок — основатель маленькой деревни, за силу и славу которой он отвечает. Деревня со временем увеличивается, население растёт, развиваются производство и торговля. В окрестности находятся другие деревни, которые также стремятся к власти и конкурируют с деревней, которой владеет игрок. Можно объединяться в племена, в которых действует Иерархия, и заключать союзы с другими племенами (но это могут делать только дипломаты или более высокопоставленные члены племени). В племени могут числиться от 50 до 1 500 игроков, в зависимости от мира, в котором «живут» игроки.
В игре существуют несколько типов зданий, которые можно улучшать до определенных уровней. В начале игры доступны не все из них, после их достройки на определённое количество уровней становятся доступны и остальные. В некоторых мирах нет церквей, благословение которых улучшает боевые характеристики войск, в некоторых — статуй. Для строительства зданий необходимы ресурсы, которые производят лесопилка, глиняный карьер и железная шахта (даже в то время, когда игрока нет в сети). Кроме этих трёх видов ресурсов для строительства зданий нужны крестьяне, лимит которых увеличивается с повышением уровня Усадьбы, и определенное время.
В игре имеются несколько разных военных единиц, различающихся по силе атаки, защиты и скорости передвижения: копейщики, мечники, топорники, лучники, разведчики, легкие кавалеристы, конные лучники, тяжёлые кавалеристы, катапульты, тараны, паладины, дворяне. Они производятся в казарме, в конюшне, в мастерской и особняке, паладин производится в статуе паладина. Для их производства нужно определенное количество каждого вида сырья (ресурсов, ресов), свободные жители деревни, необходимое развитие определенных построек и достаточное время, для многих типов войск нужно, чтоб он были «освоены» в кузнице (в некоторых мирах имеется многоуровневая система войск — чем выше уровень, тем выше характеристики данного типа войск). Задача войск — нападение на деревню и, как следствие, — хищение сырья, шпионаж, разрушение и захват (или её оборона от всего этого). Для захвата деревни нужны дворяне, которые производятся в особняке (в некоторых топах употребляется как «Академия»). Удачная атака деревни с дворянином (если тот остается жив) снижает лояльность (доверие) вражеской деревни на некоторую величину (20-35). Изначально лояльность равна 100 и когда она достигнет нуля или отрицательного значения — деревня переходит в собственность игрока, дворянин которого понизил лояльность деревни до нуля или ниже. После захвата деревни дворянин остается управляющим в захваченной деревне.
Войска условно делятся на два типа — «Деф» (защитные) и «Офф» (атакующие). Деф-войска значительно лучше для защиты деревни, к ним относятся копейщики, мечники, лучники. Офф-войска более эффективны в нападении: топорники, легкая конница, конные лучники, тараны. Также есть типы войск, используемые как в нападении, так и обороне: тяжелая конница, катапульты, паладины (в зависимости от артефакта) и лазутчики — специфический тип войск, который используются для разведки вражеских деревень и не может атаковать, однако может убить вражеских лазутчиков, находясь в обороне деревни. Высылать деф-войска для нападения и наоборот не рекомендуется, так как потери существенно возрастают. Катапульта — механизм, предназначенный для уничтожения зданий. Таран — механизм для разрушения стены (которая влияет на обороноспособность деревни), тараны следует высылать в сопровождении войска. Паладин (пал, палыч) — это мощный и редкий воин, которого можно нанять у вашей Статуи. Он также может быстро отправлять подкрепление. Существует два типа паладинов: 1. Паладин с умениями (более новый тип): Игрок может иметь до 10 паладинов, паладин может получать опыт и повышать свои уровни и игрок может прокачивать умения паладина. 2. Паладин с оружием или без (более старый тип). Паладины, а также лучники и конные лучники недоступны в некоторых мирах. Недавно также появилось ополчение, которое можно призвать на 6 часов для обороны деревни.

### Увеличение своего государства
Рано или поздно игроку захочется увеличить свои владения. Для этого в игре предусмотрена система завоеваний деревень (свои создавать нельзя).
Единственный способ захватить деревню — атаковать армией с дворянином. Если атака прошла успешно, дворянин снижает лояльность деревни. По умолчанию лояльность 100, и каждая атака понижает лояльность на 20-35. Не имеет значения, пошлёт игрок одного или больше дворян в одной атаке. Чтобы захватить деревню, нужно понизить лояльность до нуля или ниже, обычно для этого нужно 4-5 атак. В редких случаях — 3. Дворянин обычно умирает, если идёт один, так что нужно посылать с ним войска.
Перед тем как обучить дворянина, нужно создать к тому условия (20-й уровень ратуши и кузницы, 10-й уровень рынка). Кроме того, нужно иметь соответствующую сырьевую базу и достаточно места в усадьбе.
Количество дворян, которое может обучить игрок, зависит от количества монет. Чеканить монеты можно в особняке. Первый дворянин стоит всего лишь 1 монету. Цена дворян считается так: количество существующих + количество в обучении + количество деревень = количество требуемых монет. То есть второй дворянин будет стоить 2 монеты.
Золотые монеты всего лишь выполняют условие для постройки дворянина. Чтобы построить дворянина, ещё нужно заплатить ресурсы.
Цена золотого — дерево: 28.000, глина: 30.000, железо: 25.000.
Как только дворянин снижает лояльность до нуля или ниже, он становится управляющим деревни, так что его нельзя больше использовать.
Лояльность деревни указывает, как близко она к тому, чтобы сменить владельца. Лояльность по умолчанию 100, и она не указана в обзоре деревни. Удачная атака с дворянином снижает лояльность. В таком случае лояльность деревни будет указана справа. Снижение лояльности — 20-35 с каждой атакой. Лояльность увеличивается на 1 очко в час, при скорости мира 1х.
Как только лояльность снижается до нуля или ниже, деревня переходит к атакующему. Лояльность после захвата становится 25.
Потерять деревню, конечно, неприятно, но это не причина, чтобы уходить из игры. Игрок получит деревню на краю карты и будет окружён другими игроками, которые только начали играть или потеряли все свои деревни. Разумно попросить своё племя о помощи ресурсами и войсками, чтобы быстро восстановиться.